# Manitowoc Rapids (Wisconsin)
Manitowoc Rapids es un pueblo ubicado en el condado de Manitowoc en el estado estadounidense de Wisconsin. En el Censo de 2010 tenía una población de 2.150 habitantes y una densidad poblacional de 30,36 personas por km².

## Geografía
Manitowoc Rapids se encuentra ubicado en las coordenadas 44°7′5″N 87°45′6″O / 44.11806, -87.75167. Según la Oficina del Censo de los Estados Unidos, Manitowoc Rapids tiene una superficie total de 70.82 km², de la cual 69.61 km² corresponden a tierra firme y (1.7%) 1.2 km² es agua.

## Demografía
Según el censo de 2010, había 2.150 personas residiendo en Manitowoc Rapids. La densidad de población era de 30,36 hab./km². De los 2.150 habitantes, Manitowoc Rapids estaba compuesto por el 97.3% blancos, el 0.19% eran afroamericanos, el 0.09% eran amerindios, el 0.84% eran asiáticos, el 0% eran isleños del Pacífico, el 1.12% eran de otras razas y el 0.47% pertenecían a dos o más razas. Del total de la población el 1.58% eran hispanos o latinos de cualquier raza.